# Русько (Сьредський повіт)
Русько (пол. Rusko, нім. Rauße) — село в Польщі, у гміні Мальчиці Сьредського повіту Нижньосілезького воєводства.
Населення — 329 осіб (2011).
У 1975-1998 роках село належало до Вроцлавського воєводства.

## Демографія
Демографічна структура станом на 31 березня 2011 року:
|          | Загалом | Допрацездатний вік | Працездатний вік | Постпрацездатний вік |
| -------- | ------- | ------------------ | ---------------- | -------------------- |
| Чоловіки | 157     | 34                 | 106              | 17                   |
| Жінки    | 172     | 34                 | 101              | 37                   |
| Разом    | 329     | 68                 | 207              | 54                   |